# Michel Jamot
Pour les articles homonymes, voir Jamot.
Michel Jamot, né le 23 avril 1904 dans le 15e arrondissement de Paris (France) et mort le 16 février 1982 au Mesnil-le-Roi (France), est un homme politique français.

## Biographie
Il est maire du Mesnil-le-Roi de 1947 à 1971.
Il est député gaulliste de la Seine-et-Oise, puis des Yvelines de 1958 à 1973.